# Kastilija in Leon
Kastilija in Leon (špansko Castilla y León [kasˈtiʎa i leˈon]); asturijsko Castiella y Llión (leonsko narečje) [kasˈtjeʎa i ʎiˈoŋ]; galicijsko Castela e León [kasˈtɛlɐ ɪ leˈoŋ]) je avtonomna skupnost na severozahodu Španije.
Ustanovljena je bila leta 1983. Oblikovale so jo province Ávila, Burgos, Leon, Palencia, Salamanca, Segovia, Soria, Valladolid in Zamora. Po površini je največja avtonomna skupnost v Španiji, ki pokriva 94,222 km². Je pa redko poseljena, z gostoto naseljenosti pod 30 / km². Čeprav glavno mesto ni izrecno razglašeno, so sedeži izvršne in zakonodajne oblasti v Valladolidu določeni z zakonom (tudi najbolj naseljena občina) in za vse namene to mesto dejansko služi kot glavno mesto skupnosti.
Kastilija in Leon sta skupnost brez izhoda na morje, meji na Portugalsko, pa tudi na španske avtonomne skupnosti Galicijo, Asturijo, Kantabrijo, Baskijo, La Riojo, Aragonijo, Kastilijo – Mančo, skupnost Madrid in Extremadura. Obsega predvsem severno polovico notranje planote in je obdana z gorskimi pregradami (Picos de Europa na severu, Sistema central (Kastiljsko gorovje) na jugu in Sistema Ibérico (Ibersko gorovje) na vzhodu), odmaka pa jo reka Duero (Douro), ki teče proti zahodu proti Atlantskemu oceanu.
Avtonomna skupnost vsebuje osem krajev svetovne dediščine. Unesco priznava Cortes de León de 1188 kot zibelko svetovnega parlamentarizma.

## Simboli
Statut avtonomije Kastilije in Leona, zadnjič spremenjen leta 2007, v šestem členu predhodnega naslova določa simbole izključne identitete skupnosti. To so: grb, zastava, prapor in himna, katerih pravno varstvo je enako zaščiti, ki ustreza simbolom države, katere prekrški so v členu 543 Kazenskega zakonika opredeljeni kot kazniva dejanja.

## Zgodovina
Številne arheološke najdbe kažejo, da so bile te dežele že v prazgodovini naseljene. V gorah Atapuerca so našli številne kosti prednikov vrste Homo sapiens, zaradi česar so te najdbe ene najpomembnejših za določitev zgodovine človeškega razvoja. Najpomembnejše odkritje, ki je mesto pripeljalo do mednarodne slave, so bili ostanki Homo heidelbergensis.
Pred prihodom Rimljanov je znano, da so ozemlja, ki danes tvorijo Kastilijo in Leon, zasedala različna keltska ljudstva, kot so Vaccaei, Autrigones, Turmodigi, Vettones, Astures ali Keltiberi. Rimsko osvajanje je povzročilo vojskovanje z lokalnimi plemeni. Ena posebej znanih epizod je bila obleganje Numantije, starega mesta v bližini sedanjega mesta Soria.
Romanizacija je bila neustavljiva in do danes so ostala velika rimska umetniška dela, predvsem akvadukt v Segoviji, pa tudi številni arheološki ostanki, kot so antična Clunia, rudniki soli Poza de la Sal in trgovska in romarska pot Ruta de la Plata, ki prečka zahod skupnosti od Astorge (Asturica Augusta) do prestolnice sodobne Extremadure, Méride (Emerita Augusta).
S padcem Rima so deželo vojaško zasedla vizigotska ljudstva germanskega izvora. Po prihodu Arabcev je sledil postopek, znan kot Rekonkvista. V gorskem območju Asturije je bilo ustvarjeno majhno krščansko kraljestvo, ki je nasprotovalo islamski prisotnosti na polotoku. Razglasili so se za dediče zadnjih vizigotskih kraljev, ki pa so bili globoko romanizirani. Ta odpor vizigotsko-rimske dediščine, ki ga podpira krščanstvo, je postajal vse močnejši in se širil na jug, sčasoma pa je postavil svoj dvor v mestu León in postali kraljevina Leon. Da bi bili naklonjeni ponovni naselitvi novih ponovno zavzetih dežel, so monarhi podelili številne fueros ali predpise o ponovni naselitvi.
V srednjem veku je bilo popularizirano romanje kristjanov v Santiago de Compostela. Romarska pot Camino de Santiago poteka vzdolž severnega dela skupnosti in je prispevala k širjenju evropskih kulturnih inovacij po celotnem polotoku. Danes je Camino še vedno pomembna turistična in kulturna atrakcija.
Leta 1188 je bila Bazilika svetega Izidorja v Leónu priča postavitve prvega parlamentarnega telesa v zgodovini Evrope, v katerem je sodeloval tretji stan. Kralj, ki ga je sklical, je bil Alfonz IX. Leonski.
Pravna podlaga za kraljestvo je bil rimski zakon in zaradi tega so si kralji vedno bolj želeli moči, kot so jo imeli rimski cesarji. To je zelo jasno razvidno iz Siete Partidas Alfonza X. Kastiljskega, ki prikazuje cesarski monizem, ki ga je kralj iskal. Kralj ni hotel biti primus inter pares, temveč vir zakona.
Hkrati je okrožje tega krščanskega kraljestva Leon začelo pridobivati avtonomijo in se širiti. To je spodbudilo grofija Kastilija, ki bo preraslo v močno kraljestvo med krščanskimi kraljestvi polotoka. Prvi kastiljski grof je bil Fernán González.
Leon in Kastilija sta se še naprej širila na jug, celo onkraj reke Douro, da bi osvojila dežele pod islamsko oblastjo. To je bil čas Cantares de gesta, pesmi, ki opisujejo velika dejanja krščanskih plemičev, ki so se borili proti muslimanskemu sovražniku. Kljub temu so krščanski in muslimanski kralji ohranili diplomatske odnose. Jasen primer je Rodrigo Díaz de Vivar ali El Cid, paradigma srednjeveškega krščanskega viteza, ki se je boril tako za krščanske kot muslimanske kralje.
Izvor dokončne dinastične združitve kraljevin Kastilije in Leona, ki sta bili ločeni le sedem desetletij, je bil leta 1194. Alfonz VIII. Kastiljski in Alfonz IX. Leónski sta v Tordehumosu podpisala pogodbo, ki je pomirila območje Tierra de Campos in postavila temelje za prihodnjo ponovno združitev kraljevin, utrjenih leta 1230 s Ferdinandom III. Ta sporazum se imenuje Tordehumska pogodba.
V poznem srednjem veku je prišlo do gospodarske in politične krize zaradi vrste slabih letin in sporov med plemiči in krono za oblast ter med različnimi kandidati za prestol. V Cortes Valladolid leta 1295 je bil Ferdinand IV. priznan za kralja. Slika María de Molina predstavlja sina Fernanda IV. v Cortes Valladolid leta 1295, danes v španskem kongresu poslancev, skupaj s sliko Cortes Cádiza, s poudarkom na parlamentarnem pomenu, ki ga ima razvoj Cortesa v Kastiliji in Leonu, kljub nadaljnjemu upadanju. Krona je postajala vse bolj avtoritarna, plemstvo pa od nje bolj odvisno.
Rekonkvista je v cvetoči kastiljski kroni še naprej napredovala in dosegla vrhunec s predajo Nasridskega kraljestva Granada, zadnje muslimanske trdnjave na polotoku leta 1492.

### Predhodniki avtonomije
Junija 1978 sta Kastilija in Leon pridobila pred-avtonomijo z ustanovitvijo Generalnega sveta Kastilije in Leona s kraljevim odlokom-zakonom 20/1978 z dne 13. junija.
V času Prve španske republike (1873-1874) so zvezni republikanci zasnovali projekt za ustanovitev federativne države enajstih provinc v dolini španskega Doura, ki bi vključevala tudi provinci Santander in Logroño. Že nekaj let pred tem, leta 1869, so v okviru manifesta zvezni republikanci, predstavniki 17 provinc Albacete, Ávila, Burgos, Ciudad Real, Cuenca, Guadalajara, Leon, Logroño, Madrid, Palencia, Salamanca, Santander, Segovia, Soria, Toledo, Valladolid in Zamora so v tako imenovanem Kastiljskem zveznem paktu predlagali konformacijo entitete, ki sta jo tvorili dve različni "državi": država Stara Kastilija, ki je bila zgrajena za sedanje kastiljsko-leonske province in province Logroño in Santander, ter država Nova Kastilija, ki ustreza sedanjim provincam Kastilija - Manča in provinci Madrid. Konec republike v začetku leta 1874 je spodbudil pobudo.
Leta 1921 se je ob četrti stoletnici bitke pri Villalarju mestni svet Santanderja zavzel za ustanovitev kastiljske in leonske skupne države enajstih provinc, ki bi jo ohranili tudi v poznejših letih. Konec leta 1931 in v začetku leta 1932 je Eugenio Merino iz Leona izdelal besedilo, v katerem je bila postavljena osnova kastiljsko-leonskega regionalizma. Besedilo je bilo objavljeno v časopisu Diario de León.
V času druge španske republike, zlasti leta 1936, je bila za regijo enajstih provinc naklonjena velika regionalistična dejavnost, izdelane so bile celo podlage za statut avtonomije. Diario de León se je zavzel za formalizacijo te pobude in ustanovitev avtonomne regije s temi besedami:
Pridružite se osebnosti Leóna in Stare Kastilije okoli velikega porečja Douro, ne da bi zdaj padli v provincialno rivalstvo.— Diario de León, May 22, 1936.
Konec španske državljanske vojne in začetek Francovega režima sta končala prizadevanja za avtonomijo regije. Filozof José Ortega y Gasset je to shemo zbral v svojih publikacijah.
Po smrti Francisca Franca so se regionalisti, avtonomisti in nacionalisti (kastiljsko-leonski regionalizem in kastiljski nacionalizem) organizirali kot Regionalno zavezništvo Kastilije in Leona (1975), Regionalni inštitut Kastilije in Leona (1976) ali Avtonomna nacionalistična stranka Kastilije in Leon (1977). Kasneje po izumrtju teh formacij je leta 1993 nastala Regionalistična enotnost Kastilije in Leona.
Hkrati so se pojavile tudi druge leonesistične narave, na primer Leonska avtonomna skupina (1978) ali Regionalistična stranka Leonske države (1980), ki se je zavzemala za ustanovitev leonske avtonomne skupnosti, sestavljene iz provinc Leon, Salamanca in Zamora. Priljubljena in politična podpora, ki je ohranila enoprovincialno avtonomijo v Leónu, je v tem mestu postala zelo pomembna.

### Avtonomija
Avtonomna skupnost Kastilija in Leon je rezultat zveze devetih provinc leta 1983: tri, ki so bile po teritorialni delitvi leta 1833, s katero so bile ustanovljene province, pripisane regiji Leon, šest pa Stari Kastiliji; vendar dve provinci Stare Kastilije nista bili vključeni: Santander (sedaj del skupnosti Kantabrija) in Logroño (sedaj del La Rioje).
V primeru Kantabrije se je za ustvarjanje avtonomne skupnosti zavzemalo iz zgodovinskih, kulturnih in geografskih razlogov, medtem ko je bil v La Rioji postopek bolj zapleten zaradi obstoja treh alternativ, ki so vse temeljile na zgodovinskih in socialno-ekonomskih razlogih: združitev s Kastilijo in Leonom (za katero se zavzema politična stranka Zveza demokratičnega centra), združenje z baskovsko-navarsko skupnostjo (podprta s socialistično stranko in komunistično stranko) ali ustanovitev eno provincialne avtonomije; zadnja možnost je bila izbrana, ker je imela večjo podporo med prebivalstvom.
Po ustanovitvi kastiljsko-leonskega pred avtonomnega organa, ki ga je v sporazumu z dne 16. aprila 1980 podprl deželni svet Leona, je ta institucija 13. januarja 1983 razveljavila prvotni sporazum, tako je kot osnutek zakon vstopil v španski parlament. Ustavno sodišče je v sodbi 89/1984 z dne 28. septembra ugotovilo, kateri od teh nasprotujočih si sporazumov velja; izjavlja, da predmet postopka niso več, kot v predhodni fazi, sveti in občine, temveč novi organ.
Po obsodbi je bilo v Leónu več demonstracij v prid samo Leonu, eden od njih je po nekaterih virih združil približno 90 000 ljudi. To je bila največja koncentracija v mestu v Demokratični republiki do demonstracij, ki zavračajo bombardiranje vlakov v Madridu leta 2004.
V sporazumu, sprejetem 31. julija 1981, se je provincialni svet Segovie odločil, da bo uresničil pobudo, da bo Segovia konstituirana kot enoprovincialna avtonomna skupnost, vendar so bile v občinah pokrajine enake razmere med zagovorniki eno provincialne avtonomije in zagovorniki zveze.
Mestni svet Cuéllarja se je v začetku strinjal s to avtonomno pobudo v sporazumu, ki ga je korporacija sprejela 5. oktobra 1981. Vendar pa je drugi sporazum iste korporacije z dne 3. decembra istega leta razveljavil prejšnjega in postopek je bil do zaključka obdelava pritožbe deželnega sveta zoper ta zadnji sporazum; ta sprememba mnenja mestnega sveta Cuéllarja je tehtnico v provinci preusmerila k avtonomiji s preostalimi Kastilijo in Leonom, vendar je šlo za dogovor, ki je prišel pravočasno. Končno je bila provinca Segovia vključena v Kastilijo in Leon skupaj z ostalimi osmimi provincami, pravno kritje pa je bilo zagotovljeno z zakonom 5/1983 iz »razlogov nacionalnega interesa«, kot je določeno v členu 144 c španske ustave. provinc, ki svoje pravice niso uveljavile pravočasno.
V Leonu še vedno zahtevajo politiki in večina prebivalstva, da lahko postanejo posebna avtonomna skupnost in se odcepijo od Kastilije. Veliko kastiljskih politikov je tudi za leonsko avtonomijo, zlasti tisti, ki želijo združitev Kastilije in Kastilije - Manče v enotni Kastiliji. Leonski avtonomisti želijo pridružiti tudi provinci Zamora in Salamanca bodoči avtonomni skupnosti Leon zaradi zgodovinskih vzrokov, ker sta nekoč pripadali stari Kraljevini Leon, čeravno komaj več kot polovica prebivalstva Zamore in Salamance podpira združitev.
Danes je za kulturne dejavnosti na področju umetnosti, kulture ali identitete Kastilije in Leona odgovorna fundacija Villalar.
Skupnost vsako leto ob dnevu Kastilije in Leona podeli nagrade kastiljsko-leonskim osebam, izstopajočim na naslednjih področjih: umetnost, človeške vrednote, znanstvene raziskave, družbene vede, restavriranje in ohranjanje, okolje in šport.
- Grad Gormaz. Bil je največja trdnjava v Evropi po širitvi leta 956 v obrambni črti reke Duero.
- Panteon kraljev romanske bazilike sv. Izidorja v Leónu, kjer je Alfonz IX. leta 1188 sklical Cortes de León, prvo parlamentarno telo v zgodovini Evrope [15], s prisotnostjo tretjega stanu. V isti baziliki je tudi kelih Doñe Urraca, ki ga nekateri raziskovalci primerjajo s svetim gralom.[16][17]
- Usmrtitev članov skupnosti Castilla, Antonio Gisbert, 1860, olje na platnu, 365x255 cm
- V Tordesillasu je kraljica Izabela I. Kastiljska podpisala Tordesillasko pogodbo. Njeno hčerko kraljico Ivano Kastiljsko je njen oče najprej zaprl v samostan mesta, pozneje pa tudi njen sin, hvalili pa so jo comuneros v svojem uporu.
- Samostanska cerkev San Pablo in Colegio de San Gregorio, kjer je potekala Valladolidska razprava, izvor prvih tez o človekovih pravicah (zakoni Burgosa) in palača Pimentel, kraj rojstva španskega kralja Filipa II.
- Praznovanje Villalarjevega dne leta 1985.

## Geografija
Kastilija in Leon sta avtonomna skupnost brez izhoda na morje, ki leži v severozahodnem kvadrantu Iberskega polotoka. Njeno ozemlje na severu meji na eno provincialne skupnosti Asturije in Kantabrije ter na Baskijo (Biskaja in Álava); na vzhodu z eno provincijsko skupnostjo La Rioja in z Aragonijo (provinca Zaragoza), na jugu s skupnostjo Madrid, Kastilija - Manča provinci Toledo in Guadalajara) in Extremadura (provinca Cáceres) ter na zahodu z Galicijo (provinci Lugo in Ourense) in Portugalsko (okrožje Bragança in okrožje Guarda).

### Orografija
Morfologijo Kastilije in Leona tvorijo večinoma velika planota Mezeta in pas gorovij. Planota je visoka, saj ima povprečno nadmorsko višino blizu 800 metrov nad morjem, prekrito z odloženimi glinenimi materiali, ki so ustvarili suho in sušno pokrajino.

### Geologija
Severno Mezeto (Meseta Norte) tvorijo paleozojska podlaga. Na začetku mezozojske dobe, nekoč hercinskega gubanja, ki je dvignil sedanjo srednjo Evropo in območje Gallaeci v Španiji, se je odloženi material razvlekel zaradi erozivnega delovanja rek.
Med alpidsko orogenezo so materiali, ki so tvorili planoto, prebili več točk. Iz tega zlomov so se dvignile Leonske gore z gorami, ki niso prav visoke in, ki sestavljajo hrbtenico planote Mezeta, Kantabrijskih gora in Kastiljskega gorovja, tvorijo materiali, kot so granit ali metamorfni skrilavci.
Kraški kompleks Ojo Guareña, ki ga sestavlja 110 km galerij , in njegove jame, oblikovane v karbonatnih materialih koniacija, ki so na nivoju neprepustnih laporjev, je drugi največji del polotoka.
Ta geološka konfiguracija je omogočila izvire mineralno-zdravilne ali termalne vode, ki se je uporabljala zdaj ali v preteklosti, v Almeidi de Sayago, Boñarju, Calaborju, Caldasu de Luni, Castromonteju, Cuchoju, Gejuelu del Barro, Morales de Campos, Valdelateji in Villariju, med drugim.

### Hidrografija

#### Reke
Porečje Douro
Glavno hidrografsko mrežo Kastilije in Leona predstavlja reka Douro in njeni pritoki. Od izvira v Picos de Urbión v Soriji do ustja v portugalskem mestu Porto, je Douro dolga 897 km. Od severa se spusti po Pisuergi, Valderadueyu in rekah Esla, njeni pritoki so obilnejši, na vzhodu pa z manj vode v toku poudarjajo Adaja in Duratón. Za mestom Zamore je Douro zaprta med kanjoni naravnega parka Arribes del Duero, ki meji na Portugalsko. Na levem bregu so pomembni pritoki, kot so Tormes, Huebra, Águeda, Côa in Paiva, vsi iz Kastiljskega gorovja. Na desni dosežejo Sabor, Tua in Tâmega, ki izvirajo v Galicijskem masivu. Po območju Arribes Douro zavije proti zahodu na Portugalsko, dokler se ne izlije v Atlantski ocean.
Ostale vode
Več rek skupnosti izliva svoje vode v porečje Ebra v Palenciji, Burgosu in Soriji (reka Jalón), reki Miño-Sil v Leonu in Zamori, reki Tagus v Ávili in Salamanci (reki Tiétar in Alberche ter Alagón ) in kantabrijsko kotlino v provincah, skozi katere se razprostirajo Kantabrijske gore.
Reka in glavna mesta provinc
| Reka     | Glavno mesto    | Ustje                          | Druge lokacije, kjer tečejo                 |
| -------- | --------------- | ------------------------------ | ------------------------------------------- |
| Adaja    | Avilés          | Douro v Villamarciel           | Tordesillas in Arévalo                      |
| Arlanzón | Burgos          | Arlanza in Quintana del Puente | Arlanzón in Pampliega                       |
| Bernesga | León \|León     | Esla                           | La Robla                                    |
| Carrión  | Palencia        | Dueñas                         | Guardo in Carrión de los Condes             |
| Tormes   | Salamanca       | Douro in Fermoselle            | Ledesma                                     |
| Eresma   | Segovia         | Adaja v Matapozuelos           | Coca                                        |
| Douro    | Soria in Zamora | Atlantski ocean v Portu        | Toro, Aldeadávila de la Ribera in Vilvestre |
| Pisuerga | Valladolid      | Douro v Geria                  | Dueñas, Tariego de Cerrato in Simancas      |

#### Jezera in zbiralniki
Porečje Douro ima poleg rek tudi veliko število jezer in lagun, kot so jezero Negra de Urbión, Picos de Urbión, jezero Grande de Gredos, Gredos, jezero Sanabria v Zamori ali La Jezero Nava de Fuentes v Palenciji. Tu je tudi veliko zbiralnikov, ki jih napaja voda, ki prihaja iz deževja in otoplitev zasneženih vrhov. Kastilija in Leon sta tako kljub obilnim padavinam ena od španskih skupnosti z najvišjo zajezitvijo vode.
Mnoga od teh naravnih jezer se uporabljajo kot gospodarski vir, ki spodbuja kmečki turizem in pomaga ohranjati ekosisteme. Pionir pri tem je bilo Sanabrijsko jezero.

### Podnebje
Kastilija in Leon imata celinsko sredozemsko podnebje z dolgimi, hladnimi zimami, s povprečnimi temperaturami med 3 in 6 ° C v januarju in kratkimi, vročimi poletji (v povprečju od 19 do 22 ° C), vendar s tremi ali štirimi meseci poletne suhosti značilna za sredozemsko podnebje. Padavin s povprečno 450–500 mm na leto je malo.
Čeprav sta Kastilija in Leon uokvirjena znotraj celinskega podnebja, v njunih pokrajinah ločujejo različna podnebna področja:
- Po Köppenovi podnebni klasifikaciji velik del avtonomne skupnosti spada v različici Csb ali Cfb, povprečje najtoplejšega meseca je pod 22 ° C, pet ali več mesecev pa nad 10 ° C.
- Na več območjih Osrednje Mezete je podnebje klasificirano kot Csa (toplo Sredozemlje), saj poleti presega 22 ° C.
- V visokogorju Kantabrijskih gora in gorskih predelov je hladno zmerno podnebje s povprečnimi temperaturami pod 3 ° C v najhladnejših mesecih in suhimi poletji (Dsb ali Dsc).

### Narava

#### Rastlinstvo
Kastilija in Leon imata veliko zavarovanih naravnih znamenitosti. Aktivno sodelujeta s programom Evropske unije Natura 2000. Obstaja tudi nekaj posebnih zavarovanih območij za ptice ali SPA. Samotni zimzeleni hrasti in brini (Juniperus sect. Sabina), ki zdaj rišejo kastiljsko-leonsko ravnino, so ostanki gozdov, ki so te iste dežele pokrivali že v davnini. Kmetijska gospodarstva so zaradi potrebe po zemlji za gojenje žit in pašnikov za neizmerne črede Kastiljske planote v srednjem veku predvidevala krčenje teh gozdov. Zadnje kastiljske in leonske gozdove brinov najdemo v provincah Leon, Soria in Burgos. Niso zelo listnati gozdovi, ki lahko tvorijo mešane skupnosti z zimzelenimi hrasti, portugalskimi hrasti (Quercus faginea) ali borovci.
Kastiljsko-leonsko pobočje Kantabrijskega gorovja in severno vznožje Iberskega gorovja imajo bogato vegetacijo. Najbolj vlažna in sveža pobočja naseljujejo velike bukve, katerih območja razširitve lahko dosežejo 1500 m nadmorske višine. Evropska bukev pa tvori mešane gozdove s tiso, jerebiko, mokovcem, bodiko in brezo. Na sončnih pobočjih graden, dob, esen, lipa, pravi kostanj, breza in beli bor (tipična vrsta s severa province Leon).
- Naravni park Hoces del Río Duratón
- Vas Orbaneja del Castillo v Naravni park Hoces del Alto Ebro y Rudrón.
- Canal de Asotín Beech, naravno mesto, ki je pod Unescovo svetovno dediščino.Canal de Asotín Beech, naravno mesto, ki je pod Unescovo svetovno dediščino.

#### Živalstvo
Kastilija in Leon predstavljata veliko raznolikost živalstva. Obstajajo številne vrste, nekatere pa so še posebej zanimive zaradi svoje edinstvenosti, na primer nekaterih endemičnih vrst ali zaradi pomanjkanja, na primer rjavi medved. Naštetih je bilo 418 vrst vretenčarjev, ki predstavljajo 63 % vseh vretenčarjev, ki živijo v Španiji. Živali, prilagojene življenju v visokogorju, prebivalci skalnatih krajev, prebivalci rečnih tokov, vrste ravnin in prebivalci gozdov tvorijo mozaik kastiljsko-leonske favne.
Osamljenost visokih vrhov vodi do obilnih endemizmov, kot je iberski kozorog (Capra pyrenaica), ki na Gredosu predstavlja edinstveno podvrsto na polotoku. Evropska snežna voluharica je graciozen majhen sesalec sivkasto rjave barve in dolgega repa, ki živi na odprtih prostorih nad mejo dreves.
Izolacija, ki so ji izpostavljeni visoki vrhovi, vodi do obilnih endemizmov, kot je španski kozorog, ki na Gredosu predstavlja edinstveno podvrsto na polotoku. Evropska snežna voluharica je graciozen majhen sesalec sivkasto rjave barve in dolgega repa, ki živi na odprtem prostoru nad mejo dreves.
Mali in veliki sesalci, kot so veverica, polh, krti (talpidae), kuna zlatica,kuna belica, navadna lisica, divja mačka, volk, na nekaterih območjih je zelo veliko, merjasci, jeleni, srnjad in le v Kantabrijskih gorah nekateri primerki rjavega medveda pogosto gostijo listnate gozdove, čeprav nekatere vrste segajo tudi med iglavce in grmičevje. Divja mačka je nekoliko večja od domače mačke, ima kratek in močan rep, s temnimi obročki in črtastim kožuhom. Iberski ris pa živi skoraj izključno na območjih sredozemskega grmičevja.
V tem okolju najdemo tudi majhne plazilce, kot so kača Zamenis scalaris, Zahodna smokulja in navadni gož. Smokuljo najdemo od morske gladine do 1800 m višine, v skupnosti pa običajno živi na višinah. Nadalje v skalnatih predelih subalpskega dna na približno 2400 m nadmorske višine živi iberski skalni kuščar (Iberolacerta monticola), eden redkih plazilcev, ki so se v tem trenutku prilagodili.
V gorskih rekah živita vidra in desman, v vodah pa postrv, anguillidae, pisanec in nekateri vse bolj redki avtohtoni rečni raki. Vidra in desman sta dva sesalca z vodnimi navadami in zelo dobra plavalca. Vidra se hrani predvsem z ribami, medtem ko desman svojo hrano išče med vodnimi nevretenčarji, ki naseljujejo strugo. V spodnjih odsekih mirnejših voda plavajo mrene in krapi. Med dvoživkami so salamandri in kot izjemne vrste: salamander (Salamandra salamandra almanzoris) in krastača (Bufo bufo gredosicola), ki sta dve endemični podvrsti Sistema Central.
Kjer so reke zaprte in tvorijo soteske in kanjone, ptice, ki prebivajo v skalah, kot so beloglavi jastreb, rjavi jastreb, egiptovski jastreb, planinski orel ali sokol selec. Dolvodno in na njenih bregovih med bujno vegetacijo tvorijo kolonije kvakačev (Nycticorax nycticorax) in siva čaplja ter rumenoglavi kraljiček (Regulus regulus), plašica (Remiz pendulinus), smrdokavra in vodomec.
Med pticami, ki naseljujejo odprte sredozemske gozdove, živita dve ogroženi vrsti: črna štorklja in španski kraljevi orel (Aquila adalberti). Črna štorklja, veliko redkejša od sorodnika bele štorklje, je samotnih navad in živi daleč od človeka. Španski kraljevi orel gnezdi na drevesih in se prehranjuje predvsem z zajci, pa tudi s pticami, plazilci in mrhovinjo.
V iglastih gozdovih med drugim živijo kratkoprsti plezalček (Certhia brachydactyla), menišček in brglez. Divji petelin je zelo temen in velik petelin, ki živi v gozdnih okoljih, zato ga je zelo težko opazovati. Med gozdnimi ujedami so kragulj, skobec ali lesna sova, ki pogosto napadajo druge manjše ptice, kot so šoja, zelena žolna, ščinkavec, veliki detel in drugi.
Droplja je pogosta na odprtih planjavah; Je velika in ima sivkasto glavo ter rjav hrbet. V kastiljsko-leonskih mokriščih je pozimi zbranih veliko primerkov sivih gosi (Anser anser), ki sicer živi v severni Evropi in to območje obišče pozimi.
V znanstveni študiji in njenem razširjanju izstopa naravoslovec Félix Rodríguez de la Fuente (1928 - 1980), naravoslovec iz Poza de la Sal. Naredil je veliko raziskav in naredil televizijsko serijo El hombre y la Tierra (TVE).
V Montaña Palentina, v občini San Cebrián de Mudá, poteka program ponovne naselitve evropskega bizona, ki je bil tisoč let odsoten iz Iberskega polotoka, da bi se izognili izumrtju vrste.
- Del rezervata evropskih bizonov v San Cebrián de Mudá, provinca Palencia.[21]
- Zahodnošpanski kozorogi, imenovani tudi Gredos ibex (Capra pyrenaica victoriae), avtohtoni v Sierri de Gredos.
- Kastilija in Leon sta glavni življenjski prostor iberskega volka.
- Vas Orbaneja del Kastilije v naravnem parku Hoces del Alto Ebro y Rudrón.

## Demografija
Prebivalstvo Kastilije in Leona z 2.528.417 prebivalci (1. januarja 2007), 1.251.082 moškimi in 1.277.335 ženskami predstavlja 5,69 % prebivalstva Španije, čeprav njeno obsežno ozemlje zajema skoraj petino celotne površine države. Januarja 2005 je bilo prebivalstvo Kastilije in Leona po provincah razdeljeno na naslednji način: provinca Ávila, 168.638 prebivalcev; Provinca Burgos, 365.972; Provinca Leon, 497.387; Provinca Palencia, 173.281; Provinca Salamanca, 351.326; Provinca Segovia, 159.322; Provinca Soria, 93.593; Provinca Valladolid, 521.661; in provinca Zamora, 197.237.
Avtonomna skupnost ima zelo nizko gostoto prebivalstva, približno 26,57 prebivalcev / km², kar je rekord, ki je več kot trikrat nižji od državnega povprečja, kar kaže, da gre za redko poseljenost in demografsko upadanje, zlasti na podeželju in celo v manjših tradicionalnih mestih. Demografske značilnosti ozemlja kažejo na staranje prebivalstva z nizko stopnjo rodnosti in umrljivosti, ki se približuje državnemu povprečju.

### Zgodovinski razvoj
Mnogi prebivalci tega ozemlja, ki so se posvetili predvsem kmetijstvu in živinoreji, so to območje postopoma zapustili in se usmerili proti mestnim območjem, ki so bila veliko bolj uspešna. Te razmere so se še poslabšale ob koncu španske državljanske vojne s postopnim izseljevanjem iz podeželja. V 1960-ih in 1980-ih letih so se velika urbana središča in prestolnice provinc zaradi temeljitega procesa urbanizacije rahlo demografsko povečala, čeprav kljub temu kastiljsko-leonsko območje še naprej trpi zaradi hude depopulacije. V zadnjih letih prebivalstvo pridobivajo le province Burgos, Valladolid in Segovia.
Povečuje se tudi število prebivalcev metropolitanskih območij okoli mest, kot so Valladolid, Burgos ali León. Zaradi tega pojava se v mestih, kot sta Laguna de Duero ali San Andrés del Rabanedo, število prebivalstva v nekaj letih hitro povečuje. Metropolitansko območje mesta Valladolid je daleč največje v avtonomni skupnosti.
Vendar v absolutnem smislu avtonomna skupnost izgublja prebivalstvo in se stara.
.

### Današnja porazdelitev prebivalstva
Od 2248 občin te skupnosti je bilo v registru leta 2014 registrirano 1986 z manj kot 1000 prebivalci; 204 od 1001 do 5000; 35 od 5001 do 10 000; 8 od 10 001 do 20 000; 6 od 20 001 do 50 000; 5 od 50 001 do 100 000 in 4 občine z več kot 100 000 prebivalci. Slednje so: Valladolid, Burgos, Salamanca in León. Med najmanj poseljenimi so med drugimi: Jaramillo Quemado (Burgos), s 4 prebivalci, Estepa de San Juan (Soria), s 7, Quiñonería (Soria), z 8 in Villanueva de Gormaz (Soria), z 9.

## Administrativne enote
Skupnost je sestavljena iz devetih provinc: provinca Ávila, provinca Burgos, provinca Leon, provinca Palencia, provinca Salamanca, provinca Segovia, provinca Soria, provinca Valladolid in provinca Zamora. Prestolnice provinc v istoimenskih mestih spadajo v ustrezne pokrajine.
Priznava se ujemanje nekaterih posebnih geografskih, družbenih, zgodovinskih in ekonomskih značilnosti v leonski regiji El Bierzo, ki je bila leta 1991 ustanovljena kot istoimenska regija , edina kastiljsko-leonska priznana po zakonu, ki ga je sprejel svet.
| Provinca   | Glavno mesto | Površina (km2) | Št. preb. (2011) | Občines |
| ---------- | ------------ | -------------- | ---------------- | ------- |
| Ávila      | Ávila        | 8050,15        | 171.647          | 248     |
| Burgos     | Burgos       | 14.291,81      | 372.538          | 371     |
| Leon       | León         | 15.580,83      | 493.312          | 211     |
| Palencia   | Palencia     | 8052,51        | 170.513          | 191     |
| Salamanca  | Salamanca    | 12.349,95      | 350.018          | 362     |
| Segovia    | Segovia      | 6922,75        | 209              |         |
| Soria      | Soria        | 10.306,42      | 94.610           | 183     |
| Valladolid | Valladolid   | 8110,49        | 532.765          | 225     |
| Zamora     | Zamora       | 10.561,26      | 191.613          | 248     |

## Gospodarstvo
Bruto domači proizvod (BDP) avtonomne skupnosti je leta 2018 znašal 57,9 milijarde evrov, kar je predstavljalo 4,8 % španske gospodarske proizvodnje. BDP na prebivalca, prilagojen kupni moči, je istega leta znašal 25.800 evrov ali 85 % povprečja EU27. BDP na zaposlenega je bil 97 % povprečja v EU.

### Rudarstvo
V Kastiliji in Leonu je rudarska dejavnost dobila velik pomen v rimskih časih, ko je bila zgrajena cesta Vía de la Plata za prenos zlata, pridobljenega v nahajališčih Las Médulas, v leonski comarci El Bierzo, pot se je začela od Asturice Augusta (Astorga) do Emerita Augusta ( Mérida) in Hispalisa (Sevilja).
Stoletja kasneje, po španski državljanski vojni, je bilo rudarstvo eden od dejavnikov, ki so prispevali h gospodarskemu razvoju regije. Vendar se je proizvodnja železa, kositra in volframa znatno zmanjšala od 1970-ih, medtem ko so bili rudniki bituminoznega premoga in antracita ohranjeni zaradi domačega povpraševanja po premogu za termoelektrarne. Gospodarska preobrazba, ki je v 1980-ih in 1990-ih prizadela leonski rudnik in Palencijev bazen, je povzročila zaprtje številnih rudnikov, socialno osiromašenje, močno povečanje brezposelnosti in začetek novega migracijskega gibanja proti drugim španskim regijam. Kljub naložbam rudarskega akcijskega načrta Junta de Castilla y León so tradicionalne dejavnosti premogovništva zašle v hudo krizo.

### Energetski viri
Poleg severnega porečja Douro in Ebro, obstajajo številne hidroelektrarne, ki so Kastiliji in Leonu omogočile, da sta bili ena prvih avtonomnih skupnosti, ki je proizvajala električno energijo. Med drugimi so Burguillo, Rioscuro, Las Ondinas, Cornatel, Bárcena, Aldeadávila I in II, Saucelle I in II, Castro I in II, Villalcampo I in II, Valparaíso in Ricobayo I in II.
Skupna nameščena hidravlična moč znaša 3.979 MW, letna proizvodnja v letu 2010 pa 5.739 GWH. Samo v sistemu Saltos del Duero je nameščenih več kot 3000 MW. Na ta način sta Kastilija in Leon prva španska avtonomna skupnost z instalirano zmogljivostjo in druga v proizvodnji.
Jedrska energija znaša 466 MW, leta 2009 je proizvedla 3.579,85 GWh. Edina jedrska elektrarna v Kastiliji in Leonu 1. avgusta 2017 je bila dokončno in nepreklicno zaprta.

### Turizem
Nekateri turistični poudarki so obzidje Ávila ter stolnici v Burgosu in Leónu.
Kastilija in Leon imata več mest, katerih Veliki teden velja za mednarodno turistično zanimiv. Primeri so Veliki teden v Leónu, Veliki teden v Salamanci, Veliki teden v Valladolidu ali Veliki teden v Zamori.
Regija ima tudi široko mrežo hotelov Paradores, ki so izjemno kakovostni in v privilegiranih krajih običajno sprejmejo stavbe z veliko zgodovinsko vrednostjo za spodbujanje turizma na tem območju.
Od leta 1988 fundacija Las Edades del Hombre organizira različne razstave verske umetnosti v različnih delih državde, tudi v Kastiliji in Leonu. Zamisel o izvedbi teh razstav je bila zasnovana v dimniku Alcazarén s pisateljem Joséjem Jiménezom Lozanom in duhovnikom iz Valladolida Joséjem Velicijo. Prvi "Las Edades del Hombre" je potekal v cerkvi Santiago Apóstol v Alcazarénu z majhno razstavo svetih slik. Kasneje in ob podpori pomembnih osebnosti je bila v javnosti organizirana prva znana razstava, Valladolid. Leta 2012 je bila pobuda razvita pod imenom Monacatus v mestu Oña in je ena najbolj množičnih izdaj s približno 200 000 obiskovalci. Zadnji primer je bil izveden v občini Arévalo leta 2013. Z naslovom Credo se je razstava vrtela okoli vere in je obiskala več kot 226 000 obiskovalcev.

### Izobraževanje
Univerze
- Javne
  - Univerza v Burgosu
  - Univerza v Leónu
  - Univerza v Salamanci
  - Univerza v Valladolidu
  - Narodna univerza za izobraževanje na daljavo
- Privatne
  - Katoliška univerza v Ávili (Universidad Católica Santa Teresa de Jesús de Ávila)
  - Miguel de Cervantes European University (Valladolid)
  - IE University (Instituto de Empresa Universidad, Segovia)
  - Papeška univerza v Salamanci